# Cerro Gordo

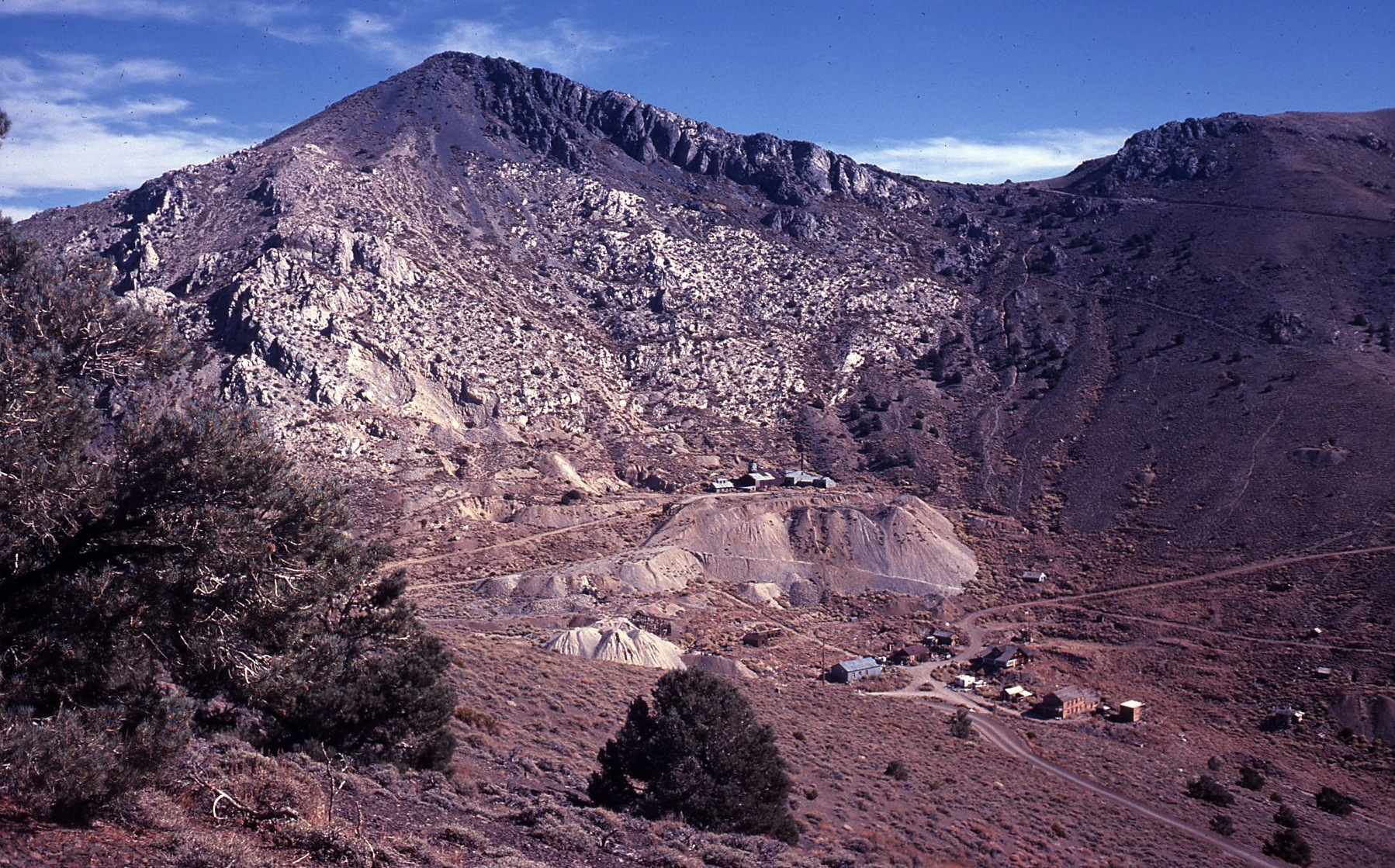
Cerro Gordo

Cerro Gordo (in spagnolo "colle grosso") è stata una località mineraria sita nella Contea di Inyo in California.

## Storia
La scoperta originaria dell'argento nel luogo è attribuita a Pablo Flores che iniziò a estrarlo presso la cima del picco Buena Vista nel 1865. L'ostilità delle popolazioni native fece sì che all'inizio le attività estrattive fossero piuttosto limitate. La costruzione di Fort Independence dette un notevole impulso alle attività, anche se i primi lavoratori usavano tecniche piuttosto rudimentali. L'uomo d'affari Victor Beaudry di Independence rimase colpito dalla qualità dell'argento e aprì una rivendita nel posto. Beaudry acquisì presto molti diritti minerari per ripianare i debiti non pagati e procedette a costruire due fonderie moderne. Alla fine ottenne i diritti sulla maggioranza delle miniere più ricche e produttive della zona, compresa parte della Union Mine.
Nel 1868 Mortimer Belshaw arrivò a Cerro Gordo, attratto dai ricchi depositi di galena. Dopo aver stabilito un accordo con un socio, portò il primo carro carico d'argento da Cerro Gordo a Los Angeles. Qui fu in grado di garantire il finanziamento per installare la sua propria fonderia, superiore a tutte le altre di Cerro Gordo, così come per costruire la prima strada per carri che saliva per la montagna. Questa divenne nota come la "Strada gialla" dal colore della roccia che era stata tagliata. Dato che per percorrere la "Strada gialla" era richiesto un pedaggio, Belshaw fu in grado di guadagnare e allo stesso tempo controllare le spedizioni di argento dalla montagna.
La miniera produsse argento, piombo e zinco per decenni. Il metallo veniva in parte fuso localmente, ma la dislocazione del posto fece sì che una buona parte del metallo venisse portata sulle rive del lago Owens. Questo portò alla costruzione delle cittadine di Swansea e Keeler. Nei pressi di Cerro Gordo vi furono costruiti vari edifici e un albergo, l'American Hotel, inaugurato nel 1871. Molti lingotti venivano portati a Los Angeles, con notevoli problemi logistici che in qualche modo rappresentavano un ostacolo al successo della miniera, nonostante la qualità del metallo. La miniera chiuse nel 1957 e oggi gli edifici che vi furono costruiti sono ridotti a città fantasma. Dato che il terreno è di proprietà privata, per visitarlo è necessaria un'autorizzazione.
La città è stata messa in vendita nel giugno 2018 ed acquista insieme ai suoi 336 acri di terra da due imprenditori di Los Angeles, con l'intenzione di tenerla aperta al turismo attraverso la preservazione storica.
Uno degli acquirenti, Brent Underwood, gestisce un canale YouTube riguardante la restaurazione della città fantasma chiamato "Ghost Town Living".